# Kávés tej

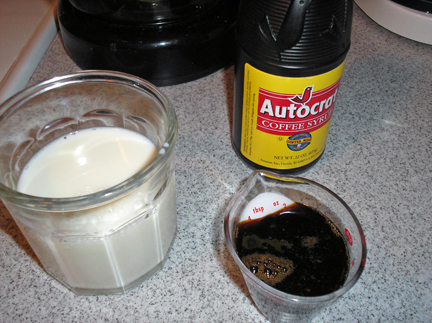
A kávés tej elkészítéséhez szükséges alapanyagok: egy pohár tej, egy üveg kávészirup, illetve kávészirup egy kis mérőpohárban

A kávés tej egy Amerikában elterjedt, kávé ízű, tej alapú üdítőital. Elkészítése hasonló a csokoládés tejhez, de csokoládészirup helyett kávésziruppal készül. A kávés tej Rhode Island szövetségi állam hivatalos itala.

## Története

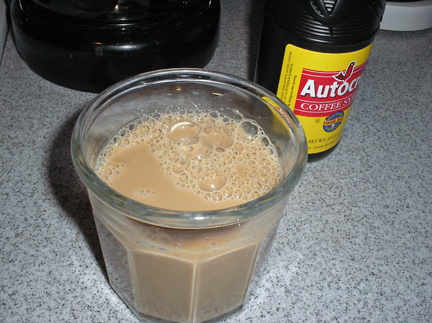
Kávés tej

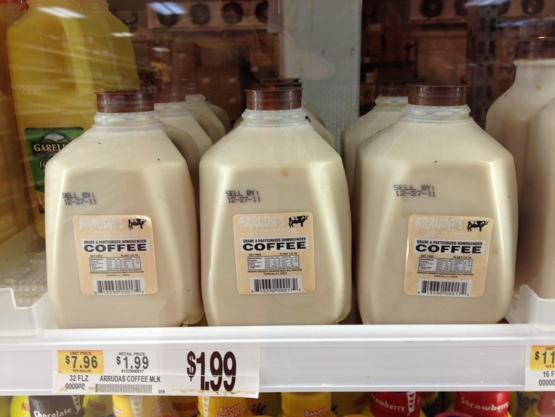
Kávés tej egy amerikai szupermarket tejespultján

A kávés tej az 1930-as években jelent meg Rhode Island államban. Az italt kreatív étterem- és patikatulajdonosok készíthették, akik abban az időben mindenféle új és innovatív itallal próbálták elcsábítani a vásárlókat. Közülük az egyik a megmaradt őrölt kávét cukorral édesítette és tejjel keverte. A melaszra emlékeztető végeredmény  hamarosan nagyon népszerű lett Rhode Island, illetve Massachusetts déli részének lakói között. A kávészirup iránti kereslet az idők során olyan nagy lett, hogy 1993-ban a kávés tej elhódította a szövetségi állam hivatalos itala címet a Del's Lemonade nevű üdítőitaltól.

## Elérhetősége
A kávészirup és a kávés tej a Új-Anglia régió északi részén a szupermarketet, élelmiszeráruházak tejtermékpultjain elérhető, a többi ízesített tejtermék (csokoládés tej, vanília és eperízű tej) szomszédságában. A kávés tej emellett a helyi éttermek, étkezők itallapjáról is rendelhető. Az egyik legismertebb kávés tej-márka az Autocrat, amelynek gyártója az Eclipse és CoffeeTime márkájú kávészirupokat is gyártja a Rhode Island államban található Lincoln városban. 
.
New Englanden kívül azonban az ital nem nagyon hozzáférhető, és azoknak, akik ezt kérik, igen gyakran szolgálnak fel tejeskávét. A kávés tej jelenleg is elérhető a Rhode Island-i Egyetem étkezőjében, bár a szintén ebben az államban található Brown Egyetem étkezőiből 2009-ben eltűnt.
Nemrégiben a kávészirup legnagyobb gyártója széles körben terjeszteni kezdte az ital alapját adó kávészirupot, már Floridában is elérhető a Coffee Time márkanév alatt.

## Fordítás
Ez a szócikk részben vagy egészben  a   Coffee milk című angol Wikipédia-szócikk fordításán alapul.  Az eredeti cikk szerkesztőit annak laptörténete sorolja fel. Ez a jelzés csupán a megfogalmazás eredetét és a szerzői jogokat jelzi, nem szolgál a cikkben szereplő információk forrásmegjelöléseként.

## Külső hivatkozások
- Quahog.org oldalon található cikk az italról Archiválva 2012. június 25-i dátummal a Wayback Machine-ben (angolul)
- State of Rhode Island General Laws, Section 42-4-15 (a Rhode Island jelképeit meghatározó rendelkezés szakasza, amely az állam hivatalos italát határozza meg. (angolul)